# オースティン&アリー
『オースティン & アリー』（原題：Austin & Ally）は、米ディズニーチャンネルで2011年から2016年に放送されていたテレビドラマ。米国で2011年12月2日から放送が始まり、2016年1月10日に最終エピソードが放送された。日本ではディズニーチャンネルで2012年5月26日より、Dlifeで2013年5月26日より放送されていた。

## ストーリー
バツグンの歌唱力を持ち、スターを夢見るオースティン。まじめだけど、ちょっとおっちょこちょいの天才ソングライター、アリー。ネット上で一夜にして大ヒットを飛ばした新生デュオの二人を中心に起こるドタバタを描いたシチュエーション・コメディ。

## 登場人物
レギュラーメンバー
オースティン・ムーン（Austin Moon）
演：ロス・リンチ（英語版）/声：高梨謙吾
歌唱力に定評がありマルチプレーヤーであるが、曲作りは苦手な少年でアリーのパートナーであり親友。自信家でスターを夢見ている。
自分の評価が常に気になるようだが、パートナーであるアリーのことはそれ以上に大切に思っている。楽しい事が大好きで、アリーと正反対の性格。何かとアリーを気にかけていて、彼女が困っているときには必ず力になっている。
ミドルネームは『モニカ』で、パンケーキとチアリーダーが大好きである。15話で、傘恐怖症を克服した。
オースティンの両親は「ムーンマットレス王国」という店を経営している。
22話でブルックと付き合うが、色々とタイミングが悪くすぐ別れてしまう。(しかし、ブルックはその後もオースティンのことを追い回し、数々の事件を起こす)。そして、その後は26話で登場したジミー･スターの娘であるキラと27話から付き合うが、本当に好きなのはアリーだと気付き、30話からアリーと交際することになった。しかし、関係性の変化に戸惑い、まだ友達でいようと32話で円満破局する。たが、だんだんとまたアリーが好きだと思い始めるが、アリーとギャビンの交際で失恋することとなる。傷心の中、デズの彼女キャリーの姉妹であるパイパーと出会い、交際をはじめる。しかし、61話でプロムに1人で来たアリーを見て、本当の気持ちに気付き、62話でパイパーと別れて、アリーと真剣交際を再スタートさせた。
シーズン3の最終話(67話)でジミーに口止めされていたアリーとの交際関係を、ワールドワイドミュージックアワードの授賞式でオースティンが告白してしまう。その事でジミーを怒らせ、音楽活動禁止令を出されてしまう。
シーズン4では一時期ジミーから音楽活動禁止令を出されていたが、Ａ＆Ａミュージック・ファクトリーの生徒であるリドリーのレコード契約と引き換えに歌手復帰を果たす。
音楽活動禁止中も、解禁後もアリーとの関係は良好だったが、最終回では多忙な大学生活を送るアリーと、ツアーで各地を飛び回るオースティンは疎遠になって破局していたことが明らかになったが、別れた後でもアリーへの愛情は冷めておらず、デュオとしてやり直すことを提案し、よりを戻すことに成功した。その後、アリーと一緒にツアーに出た際にパリでプロポーズをして結婚し、現在は男の子と女の子の2人の子供を授かっていることが10年後の後日談で語られている。
アリー・ドーソン（Ally Dawson）
演：ローラ・マラノ/声：下山田綾華
オースティンのパートナーにして親友でもある少女。野心的でソングライターとしての才能はあるが、あがり症（舞台恐怖症）でもあり、緊張すると髪をかむ癖がある。真面目だが、おっちょこちょい。最初はオースティンの事を快く思っていなかったが、今はパートナーであり親友でもあるかけがえのない存在。あがり症は29話で克服した。克服後はソングライターとしてだけでなく、自分自身も歌手としての人生を歩みはじめる。
ミドルネームは『エドガー』。ずっと明かされる事は無かったが、最終回で明らかとなった。ピクルスが好き。
実家はマイアミのとあるモール（MALL OF MIAMI）にソニック・ブーム（SONIC BOOM）という楽器店を経営しており、オーナーである父の代わりによくアリーが店番をしている。 卒業後の進路は憧れだったハーバード大学への進学で、一度受験をして不合格になってしまうものの再試験で見事入学を認められた。
モール内にある携帯ショップの男性店員のダラスに熱をあげていたが、27話でオースティンへの思いに気付き、30話からは真剣な交際へと発展した。しかし、関係性の変化に戸惑い、まだ友達でいようと32話で円満破局する。そこからも、オースティンとは唯一無二のパートナーとして歩む。57話から登場したカントリー歌手のギャビン･ヤングと共同作曲がきっかけとなり、交際を始める。しかし、61話でギャビンからのプロムの誘いを断る。そして、62話でオースティンとお互いの本当の気持ちを確かめ合い、真剣交際を再スタートさせた。
最終回では多忙な大学生活を送るうちにオースティンと疎遠になって破局していたことが明らかになったが、別れた後でもオースティンへの愛情は冷めておらず、デュオとしてやり直すことを決意してよりを戻すことに成功した。  その後、オースティンと一緒にツアーに出た際にパリでプロポーズを受け、現在は男の子と女の子の2人の子供を授かっていることが10年後の後日談で語られている。
トリッシュ・デラローサ（Trish）
演：レイニ・ロドリゲス（英語版）/声：市川愛子
アリーの親友の一人で、自称オースティンとアリーのマネージャー。怠け者で金には目が無い。
アルバイトをしているが、短期間でクビにされるようでエピソード毎に変わっている。彼女の最初のアルバイトは本屋さんらしいが、その頃から日ごとにアルバイトを転々としているらしい。3日以上、同じバイトが続いた事が無い。そのためか履歴書の量がすごい。
本名は、パトリッシャ・マリア・デ・ラ・ローサ（Patricia Maria de la Rosa）。ジェイ・ジェイ（J.J.）という弟がいる。
デズの紹介で演出家のスパイク・スティーブンスのミュージカル作品に主演女優として抜擢されたことを皮切りに女優としての道を歩むことになる。  高校卒業後は3人が留守の間、Ａ＆Ａミュージック・ファクトリーを代わりに運営していた。  10年後の後日談では女優として成功しており、高校時代に嫌っていたはずのチャックと結婚して、娘を授かっている。
デズ・ウェイド（Dez）
演：ケイラム・ワージー  /声：國分和人
本名は、デズ・ハットフィルド･ウェイド。オースティンの親友の一人。空気の読めないお調子者で、かなり天然。
口軽でブルックにオースティンの携帯番号を教える等オースティンの秘密をよく漏らす割にはオースティンの商売敵の秘密は守る。
オタクっぽくて、撮れるものなら何でも撮ろうとする、映画監督志望。オースティンのミュージック・ビデオやウェブ番組の撮影担当は彼の仕事。トリッシュとは少々複雑な関係。デズ曰くトリッシュとは、ひどいことをやり合う仲らしい。
オースティンとは小学生のころから仲が良く、履いているズボンを脱ぎ、あげることがある。
キャリーという自身に似た天然なガールフレンドがおり、10年後の後日談では彼女との間にIQ300の子供デイリーをもうける。
その他のメンバー
ネルソン（Nelson）
演：コール・サンド（英語版）/声：山根舞
ソニック・ブーム（Sonic Boom）で行っている音楽教室に通う小学生くらいの少年。ひげをはやすのが夢。
未来編では大統領になっていた。
レスター・ドーソン（Lester Dawson）
演：アンディ・ミルダー（英語版）/声：石住昭彦
アリーの父親。ソニック・ブーム（SONIC BOOM）のオーナーであるが、実際は娘に店番を頼んでいることが多いようで、あまり店頭に姿を出している様子はない。
ジミー・スター（Jimmie）
本名は、ジミー・スター。スターレコードのオーナー。アリーがジミーの息子にバイオリンを教えている。
キラという娘がいる。
チャック・マッコイ(Chuck)
演：ジョン・ポール・グリーン(英語版) / 声：河合みのる
本名は、チャック・マッコイ。デズのライバルであり友人。ウェイド家とマッコイ家は先祖代々の因縁の仲だが、その壁を乗り越え、デズの妹と付き合った。しかし、その後デズの妹を捨てスンヒと付き合っている。
けれど、結婚したのはトリッシュだった。
ブルック（Brook）
演：キャリー･ワンプラー
オースティンの元彼女。２回デートしただけだが、オースティンを怖いくらいに愛している。オースティンを奪うために何個も計画を立てたが、すべて失敗に終わった。　

## エピソード
| シーズン | シーズン | 話数 | 話数 | 放送期間       | 放送期間       |
| シーズン | シーズン | 話数 | 話数 | 初回放送       | 最終回放送     |
| -------- | -------- | ---- | ---- | -------------- | -------------- |
|          | 1        | 19   | 19   | 2011年12月2日  | 2012年9月9日   |
|          | 2        | 26   | 26   | 2012年10月7日  | 2013年9月29日  |
|          | 3        | 22   | 22   | 2013年10月27日 | 2014年11月23日 |
|          | 4        | 20   | 20   | 2015年1月18日  | 2016年1月10日  |

### シーズン1
| #  | タイトル                                                  | プロダクションコード | 全米初放送日   |
| -- | --------------------------------------------------------- | -------------------- | -------------- |
| 1  | コンビ誕生 Rockers & Writers                              | 101                  | 2011年12月2日  |
| 2  | 新曲はまだ? Kangaroos & Chaos                             | 102                  | 2011年12月4日  |
| 3  | アリーの好きな人 Secrets & Songbooks                      | 103                  | 2011年12月11日 |
| 4  | 幼稚園の恨み Bloggers & Butterflies                       | 104                  | 2012年1月8日   |
| 5  | 違いのある2人 Zaliens & Cloud Watchers                    | 105                  | 2012年1月15日  |
| 6  | 授賞式は誰と? Tickets & Trashbags                         | 107                  | 2012年1月22日  |
| 7  | トリッシュはマネージャー失格?! Managers & Meatballs       | 108                  | 2012年1月29日  |
| 8  | クラブのオーナーと15歳の誕生日 Club Owners & Quinceaneras | 109                  | 2012年2月19日  |
| 9  | アリーがラジオに Deejays & Demos                          | 111                  | 2012年2月26日  |
| 10 | 世界記録とダメ店員 World Records & Work Wreckers          | 113                  | 2012年3月4日   |
| 11 | 逮捕された4人?! Songwriting & Starfish                    | 110                  | 2012年3月11日  |
| 12 | 金の星が欲しい！ Soups & Stars                            | 115                  | 2012年3月25日  |
| 13 | オースティンは泥棒?! Burglaries & Boobytraps              | 106                  | 2012年4月15日  |
| 14 | 行列のルール myTAB & My Pet                               | 114                  | 2012年4月22日  |
| 15 | 映画監督デズ Filmmaking & Fear Breaking                   | 112                  | 2012年5月20日  |
| 16 | 歌うレストラン Diners & Daters                            | 116                  | 2012年6月17日  |
| 17 | 伝説のビッグ・ママ Everglades & Allygators                | 119                  | 2012年7月15日  |
| 18 | 歌えないオースティン Successes & Setbacks                 | 117                  | 2012年8月19日  |
| 19 | 夢へ向かって Albums & Auditions                           | 118                  | 2012年9月9日   |

### シーズン2
| #      | タイトル                                                        | プロダクションコード | 全米初放送日   |
| ------ | --------------------------------------------------------------- | -------------------- | -------------- |
| 1(20)  | 仮面に隠れて Costumes & Courage                                 | 201                  | 2012年10月7日  |
| 2(21)  | トリッシュの秘密 Backups & Breakups                             | 202                  | 2012年10月14日 |
| 3(22)  | クールでクレイジーな週末 Magazines & Made-Up Stuff              | 205                  | 2012年10月28日 |
| 4(23)  | アリーはヒーロー？！ Parents & Punishments                      | 206                  | 2012年11月4日  |
| 5(24)  | ライバル出現 Crybabies & Cologne                                | 204                  | 2012年11月11日 |
| 6(25)  | 憧れのタイムズスクエア Austin & Jessie & Ally All Star New Year | 211                  | 2012年12月7日  |
| 7(26)  | 吐息でノックアウト Ferris Wheels & Funky Breath                 | 203                  | 2013年1月13日  |
| 8(27)  | ガールフレンドと女友達 Girlfriends & Girl Friends               | 207                  | 2013年1月27日  |
| 9(28)  | 想いに気づくとき Campers & Complications                        | 208                  | 2013年2月17日  |
| 10(29) | オースティンの選択 Chapters & Choices                           | 209                  | 2013年2月24日  |
| 11(30) | 想いが届くとき Partners & Parachutes                            |                      | 2013年3月17日  |
| 12(31) | 魔法のタイプライター Freaky Friends & Fan Fiction               |                      | 2013年4月7日   |
| 13(32) | 気まずい二人 Couples & Careers                                  | 212                  | 2013年5月5日   |
| 14(33) | 真昼のチリの決闘 Spas & Spices                                  | 213                  | 2013年5月19日  |
| 15(34) | 迷える子猫ちゃん Solos & Stray Kitties                          | 214                  | 2013年6月2日   |
| 16(35) | オースティン、曲を作る Boy Songs & Badges                       | 218                  | 2013年6月8日   |
| 17(36) | 消された歌 Tracks & Troubles                                    | 216                  | 2013年6月23日  |
| 18(37) | アリー・ウェイで行こう！ Viral Videos & Very Bad Dancing        | 219                  | 2013年7月14日  |
| 19(38) | この曲 だれの曲？ Tunes & Trials                                | 220                  | 2013年7月19日  |
| 20(39) | 未来の音楽 Future Sounds & Festival Songs                       | 226                  | 2013年7月28日  |
| 21(40) | 踊れないオースティン Sports & Sprains                           | 221                  | 2013年8月4日   |
| 22(41) | 伝説のロックスター Beach Bums & Bling                           | 215                  | 2013年8月11日  |
| 23(42) | 禁断の恋人たち Family & Feuds                                   | 223                  | 2013年9月1日   |
| 24(43) | アリー、コーチになる Moon Week & Mentors                        | 222                  | 2013年9月15日  |
| 25(44) | 内緒にしてたこと Real Life & Reel Life                          | 224                  | 2013年9月22日  |
| 26(45) | 旅立ちのとき Fresh Starts & Farewells                           | 225                  | 2013年9月29日  |

### シーズン3
| #      | タイトル                                                 | プロダクションコード | 全米初放送日   |
| ------ | -------------------------------------------------------- | -------------------- | -------------- |
| 1(46)  | 再会の時 Road Trips & Reunions                           | 301                  | 2013年10月27日 |
| 2(47)  | オースティンのいない世界 What If's & Where's Austin      | 302                  | 2013年11月3日  |
| 3(48)  | 博物館で大慌て Presidents & Problems                     | 303                  | 2013年11月10日 |
| 4(49)  | 新しい親友 Beach Clubs & BFFs                            | 304                  | 2013年11月24日 |
| 5(50)  | クリスマスの贈り物 Mix Ups & Mistletoes                  | 310                  | 2013年12月1日  |
| 6(51)  | 負けず嫌いアリー Glee Clubs & Glory                      | 313                  | 2014年1月19日  |
| 7(52)  | オースティン＆ロキシー Austin & Alias                    | 305                  | 2014年1月26日  |
| 8(53)  | オースティンとプリンセス Princesses & Prizes             | 306                  | 2014年2月9日   |
| 9(54)  | 恋を知らないデズ Cupids & Cuties                         | 307                  | 2014年3月9日   |
| 10(55) | 自信をなくしたオースティン Critics & Confidence          | 308                  | 2014年3月16日  |
| 11(56) | わがまま女優の扱い方 Directors & Divas                   | 317                  | 2014年4月13日  |
| 12(57) | ギャビン＆アリー Hunks & Homecoming                      | 311                  | 2014年6月22日  |
| 13(58) | パイパーを振り向かせろ Fashion Shows & First Impressions | 312                  | 2014年6月29日  |
| 14(59) | 熱烈ファンはスター選手 Fanatics & Favors                 | 309                  | 2014年7月13日  |
| 15(60) | ゼイリアン、現る Eggs & Extraterrestrials                | 321                  | 2014年7月27日  |
| 16(61) | プロムの夜 Proms & Promises                              | 315                  | 2014年8月10日  |
| 17(62) | 続・プロムの夜 Last Dances & Last Chances                | 316                  | 2014年8月24日  |
| 18(63) | オースティン トップ１０ Videos & Villains                | 320                  | 2014年9月21日  |
| 19(64) | 涙のトリッシュ Beauties & Bullies                        | 319                  | 2014年9月28日  |
| 20(65) | ハロウィーンの怖い話 Horror Stories & Halloween Scares   | 318                  | 2014年10月5日  |
| 21(66) | さよならソニック・ブーム Records & Wrecking Ball         | 314                  | 2014年10月12日 |
| 22(67) | 愛がなければ・・・ Relationships & Red Carpets           | 322                  | 2014年11月23日 |

### シーズン4
| #      | タイトル                                                     | プロダクションコード | 全米初放送日   |
| ------ | ------------------------------------------------------------ | -------------------- | -------------- |
| 1(68)  | 世にもクールな4人組 Buzzcuts & Beginnings                    | 401                  | 2015年1月18日  |
| 2(69)  | クビになりたいオースティン Mattress Stores & Music Factories | 402                  | 2015年1月25日  |
| 3(70)  | 1週間でミュージシャン Grand Openings & Great Expectations    | 403                  | 2015年2月8日   |
| 4(71)  | スペイン語を学ぼう Seniors & Señors                          | 404                  | 2015年2月15日  |
| 5(72)  | 隠れた才能 Homework & Hidden Talents                         | 405                  | 2015年3月28日  |
| 6(73)  | ライバルあらわる Duos & Deception                            | 409                  | 2015年4月19日  |
| 7(74)  | ２人の未来予想図 Wedding Bells & Wacky Birds                 | 406                  | 2015年5月3日   |
| 8(75)  | 歌いたいオースティン Karaoke & Kalamity                      | 412                  | 2015年6月14日  |
| 9(76)  | 小さなトリッシュ Mini-Me's & Muffin Baskets                  | 413                  | 2015年6月21日  |
| 10(77) | アリーのダンス・パフォーマンス Dancers & Ditzes              | 407                  | 2015年7月12日  |
| 11(78) | 消えたノートの謎 Mysteries & Meddling Kids                   | 417                  | 2015年7月26日  |
| 12(79) | オースティン復活！ Comebacks & Crystal Balls                 | 408                  | 2015年8月9日   |
| 13(80) | ボーイネードがやってきた Burdens & Boynado                   | 418                  | 2015年8月23日  |
| 14(81) | パパの恋人 Bad Seeds & Bad Dates                             | 411                  | 2015年9月20日  |
| 15(82) | ニューヨークでハロウィーン Scary Spirits & Spooky Stories    | 414                  | 2015年10月4日  |
| 16(83) | アリーのお受験 Rejection & Rocketships                       | 415                  | 2015年11月8日  |
| 17(84) | 卒業式に出られない！ Cap and Gown & Can't Be Found           | 416                  | 2015年11月22日 |
| 18(85) | クリスマスは嫌い Santas & Surprises                          | 410                  | 2015年12月6日  |
| 19(86) | 新たな旅立ち Musicals & Moving On                            | 420                  | 2016年1月10日  |
| 20(87) | 運命のデュエット Duets & Destiny                             | 419                  | 2016年1月10日  |

## 挿入歌

### 主題歌
主題歌は「君がいるから」という邦題が付けられている。原題は"Can't Do it Without You"。シーズン1から3ではロス・リンチがソロで歌っているが、シーズン4ではローラ・マラノと共に歌っている。
19話「夢に向かって」ではアコースティック・バージョンで歌われる。

### シーズン1
| エピソード                     | 邦題                   | 原題                       |
| ------------------------------ | ---------------------- | -------------------------- |
| コンビ誕生                     | きっと振り向く         | Double Take                |
| コンビ誕生                     | 壁を打ち破れ           | Break Down The Walls       |
| 新曲はまだ?                    | ビリオン・ヒット       | A Billion Hits             |
| アリーの好きな人               | ラブソングじゃない     | Not a Love Song            |
| 幼稚園の恨み                   | ちょうちょの歌         | The Butterfly Song         |
| 違いのある二人                 | 僕は僕 君は君          | It's Me,It's You           |
| 授賞式は誰と？                 |                        | Trash Talka                |
| トリッシュはマネージャー失格?! | ずっと隣に             | Better Together            |
| アリーがラジオに               |                        | You Don't See Me           |
| 逮捕された4人?!                | ラジオで聴いたあの曲を | Heard it On the Radio      |
| 歌うレストラン                 | ハートはドキドキ       | Heart Beat                 |
| 伝説のビッグ・ママ             | ナナナ ～ サマーソング | Na Na Na (The Summer Song) |
| 歌えないオースティン           | 君のロックは最高さ     | The Way that You Do        |
| 夢へ向かって                   | イリュージョン         | Illusion                   |
| 夢へ向かって                   | 君がいるから           | Can't Do It Without You    |

### シーズン2
| エピソード               | 邦題                        | 原題                      |
| ------------------------ | --------------------------- | ------------------------- |
| 仮面に隠れて             | 下を向くな！                | Don't Look Down           |
| クールでクレイジーな週末 | これが自分！                | Who I Am                  |
| ライバル出現             | ゴット･イット 2             | Got It 2                  |
| 憧れのタイムズスクエア   | クリスマスの魂              | Christmas Soul            |
| 憧れのタイムズスクエア   | キャン･ユー･フィール･イット | Can You Feel It           |
| 吐息でノックアウト       | 君と出会った特別な日        | No Ordinary Day           |
| オースティンの選択       | いつでも頼ってきて          | You Can Come To Me        |
| 想いが届くとき           | 君を思ってる                | I Think About You         |
| 消された歌               | 本当の私                    | Finally Me                |
| アリー･ウェイで行こう！  |                             | The Ally Way              |
| この曲 誰の曲？          | ハートを盗む                | Steal Your Heart          |
| 未来の音楽               | タイムレス                  | Timeless                  |
| 踊れないオースティン     |                             | Living in the Momen       |
| 伝説のロックスター       | 俺はロックンロールな男だ    | I Got That Rock'n Roll    |
| 旅立ちのとき             | あなたからは見えない私      | The Me That You Don't See |
| 旅立ちのとき             | 今が最高                    | Better then This          |

### シーズン3
| エピソード                 | 邦題                             | 原題                            |
| -------------------------- | -------------------------------- | ------------------------------- |
| 再会のとき                 | ときめきを追いかけて             | Chasin' the Beat of My Heart    |
| オースティンのいない世界   |                                  | You Wish You Were Me            |
| 新しい親友                 | 声を聞きたい                     | Redial                          |
| クリスマスの贈り物         |                                  | I Love Christmas                |
| 負けず嫌いアリー           |                                  | Austin & Ally Glee Club Mash Up |
| オースティン&ロキシー      | 君の素顔                         | Who U R                         |
| オースティンとプリンセス   | アップサイド・ダウン             | Upside Down                     |
| 自信を無くしたオースティン | 君に夢中                         | Stuck on You                    |
| わがまま女優の扱い方       | 『パイロットと人魚』テーマソング |                                 |
| ギャビン&アリー            | 私とあなた                       | Me and You                      |
| 熱狂ファンはスター選手     | 僕たちの全て                     | What We're About                |
| ゼイリアン、現る           |                                  | Look Out                        |
| オースティン トップ10      | アップサイド･ダウン              | Upside Down                     |
| 涙のトリッシュ             | 君のスーパーヒーロー             | Superhero                       |
| さよならソニック・ブーム   | パラシュート                     | Parachute                       |

### シーズン4
| エピソード                    | 邦題                       | 原題                         |
| ----------------------------- | -------------------------- | ---------------------------- |
| 世にもクールな4人組           | ビリオンヒット             | A Billion Hits               |
| 世にもクールな4人組           | 我が家は最高               | No Place Like Home           |
| 小さなトリッシュ              | あなたが私の歌を聴くとき   | Play My Song                 |
| アリーのダンス･パフォーマンス | 誰も見てないつもりで踊るの | Dance Like Nobody's Watching |
| オースティン復活！            | もう一度最初から           | Take It From The Top         |
| 卒業式に出られない！          | 跳んで自分を褒めろ         | Jump Back, Kiss Yourself     |
| クリスマスは嫌い              | 完璧なクリスマス           | Perfect Christmas            |
| 新たな旅立ち                  | 君の友達                   | You've Got A Friend          |
| 運命のデュエット              | 100万人の中の２人          | Two In A Million             |

## サウンドトラック
- オースティン&アリー サウンドトラック
- オースティン&アリー: ターン・イット・アップ サウンドトラック(en:Austin & Ally: Turn It Up)
- オースティン&アリー もう一度最初から